# Коробчинська сільська рада
Коро́бчинська сільська́ ра́да — орган місцевого самоврядування Новомиргородського району Кіровоградської області. Центр сільської ради — село Коробчине.
Площа — 75,47 км². Населення — 1 161 чоловік.

## Населені пункти
Сільській раді підпорядковані населені пункти:
- с. Коробчине
- с. Миколаївка
- с. Сухолітівка
- с. Комінтерн (зняте з обліку 1988 року)
- с. Романівка (зняте з обліку 1985 року)

## Склад ради
Рада складається з 14 депутатів та голови.

### Керівний склад ради
| ПІБ                             | Основні відомості                                                             | Дата обрання | Дата звільнення |
| ------------------------------- | ----------------------------------------------------------------------------- | ------------ | --------------- |
| Плахотник Володимир Андріанович | Сільський голова, 1941 року народження, освіта, безпартійний                  | 26.03.2006   | 31.10.2010      |
| Харченко Василь Миколайович     | Сільський голова, 1973 року народження, освіта вища, безпартійний             | 31.10.2010   | 14.02.2012      |
| Руденко Станіслав Іванович      | Сільський голова, 1969 року народження, освіта середня загальна, безпартійний | 15.12.2013   |                 |

Примітка: таблиця складена за даними джерела

## Населення
Згідно з переписом УРСР 1989 року чисельність наявного населення сільської ради становила 1394 особи, з яких 596 чоловіків та 798 жінок.
За переписом населення України 2001 року в сільській раді мешкало 1155 осіб.

### Мова
Розподіл населення за рідною мовою за даними перепису 2001 року:
| Мова       | Відсоток |
| ---------- | -------- |
| українська | 97,42 %  |
| російська  | 1,72 %   |
| молдовська | 0,69 %   |
| білоруська | 0,09 %   |